# Les dones de blau
Les dones de blau és el fresc més conegut del Palau de Cnossos, a l'illa de Creta. Està datat aproximadament l'any 1450 aC, durant el període d'art cretenc o minoic. Va ser descobert a principis del segle passat per l'arqueòleg britànic Sir Arthur John Evans, específicament a la part oest del palau, i posteriorment va ser restaurat pel principal restaurador de frescos de Cnossos, Émile Gilliéron, més endavant també seria restaurat pel seu fill Émile. Actualment l'obra d'art es troba exposada en el Museu Arqueològic de Càndia, a l'illa de Creta.

## Descripció
En el fresc hi ha representades tres dones, dues mirant cap a la dreta i la tercera cap a l'esquerra. Les mans i les cares es veuen de perfil mentre que els pits estan posicionats de manera frontal. En la cara destaquen els nassos rectes, les orelles i els mentons de forma rodona pronunciada i un petit somriure, a més, els ulls estan representats frontalment, per tant es veu clarament la influència egípcia en aquest aspecte.
Porten posades unes camises obertes de color taronja amb vores blaves, les quals eren típiques de la cultura minoica tardana. Endemés van adornades amb un alt nombre de collarets i polseres, la qual cosa fa destacar la seva riquesa i la seva posició.
Els cabells estan recollits amb unes cintes blanques, juntament amb altres petits accessoris formant plecs. La pell és molt pàl·lida, ja que era l'ideal de moda en aquella època i també un símbol de classe alta.
Es creu que les dones estaven fent de públic en alguna cerimònia o espectacle.

## Composició
La composició és esquemàtica i sense perspectiva. Les tres dones formen una ratlla simple en la pintura, la qual cosa no dona joc a diferents plànols. A més, no ajuda que el color del fons sigui blau i per tant, no es pugui reconèixer cap escenari, juntament que la gamma de color utilitzada sigui freda: tons blancs, grisos i blaus, tot i que en destaca el taronja que ofereix un contrast.

## Reconstrucció
El fresc original ha patit diferents reconstruccions i es pot veure la diferència entre les parts originals i les afegides posteriorment. Els restauradors s'han inspirat i han seguit les bases de la pintura minoica per ser el més fidel possible a l'original.